# Monastère de Kaymaklı
Le monastère Saint-Sauveur de Kaymaklı (en arménien Ամենափրկիչ Վանք : « Amenaprgič Vank » ; en turc Kaymaklı Manastırı) est un ancien monastère arménien située au sud de Trabzon, l'ancienne Trébizonde.

## Histoire

### Moyen Âge

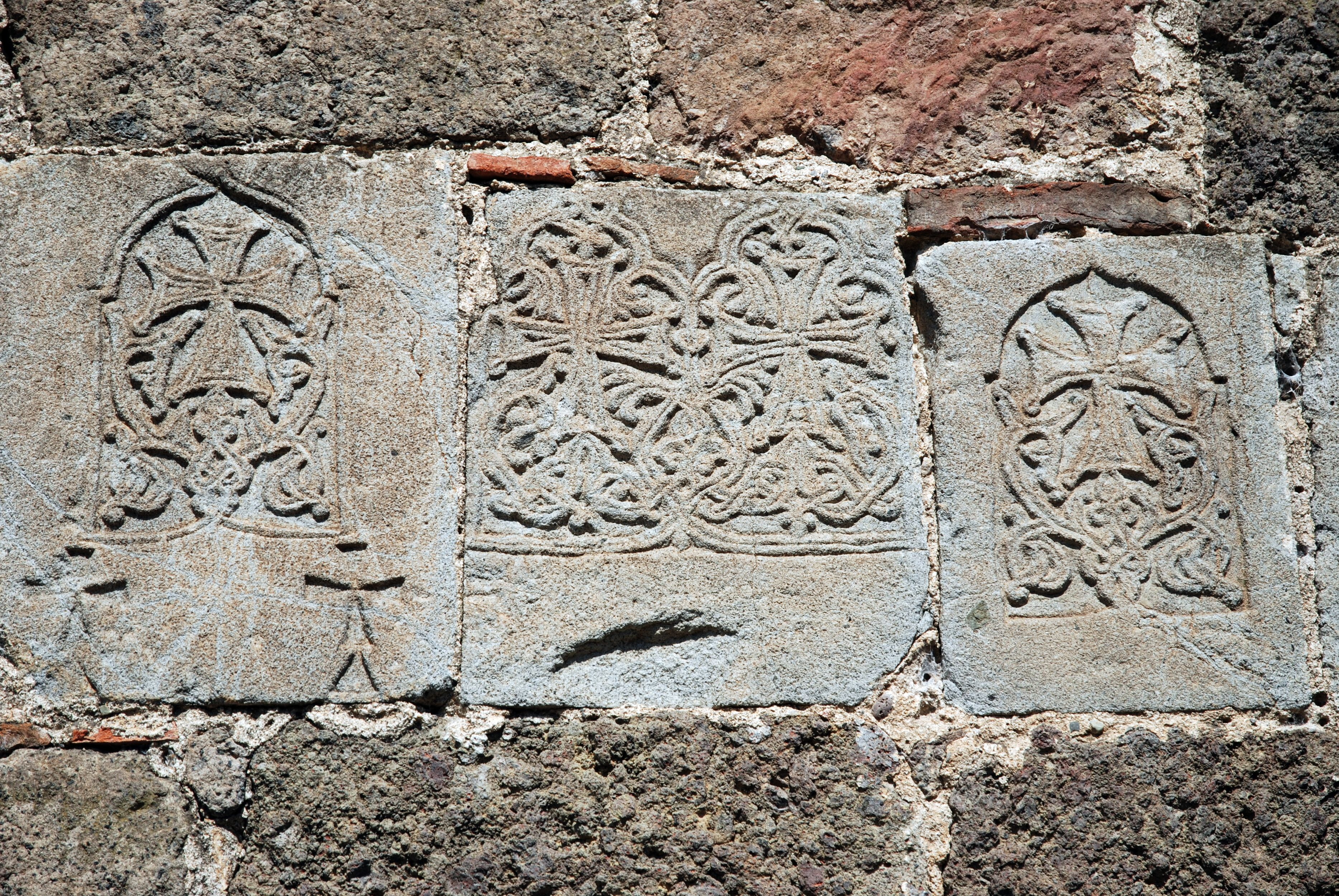
Khatchkars dans les murs du monastère.

La communauté arménienne est une des deux grandes populations, avec les Grecs pontiques, qui vivaient traditionnellement à Trébizonde. Lors des invasions mongoles des XIIIe et XIVe siècles, de nombreuses familles arméniennes ont fui Ani, la capitale du royaume arménien. Cependant, la date exacte de la fondation et de l'origine du monastère reste incertaine. Une communauté monastique était présente peut-être depuis le IXe siècle[réf. nécessaire].
La construction du monastère sous sa forme actuelle remonte à 1424. En 1461, elle a été pillée et détruite par l'armée turque de Mehmet II. Au XVIe siècle, le monastère reconstruit est devenu un centre de production de manuscrits arméniens important.